# Winthemia mima
Winthemia mima är en tvåvingeart som beskrevs av Henry J. Reinhard 1931. Winthemia mima ingår i släktet Winthemia och familjen parasitflugor.
Artens utbredningsområde är Peru. Inga underarter finns listade i Catalogue of Life.